# William Gager
William Gager (1555-1622) est un juriste et un ecclésiastique anglais formé à l'Université d'Oxford, connu encore aujourd'hui pour ses tragédies écrites en latin, et destinées à être jouées dans les universités.

## Biographie

### Famille
Il est le neveu de William Cordell, Master of the Rolls sous le règne de Marie Ire et Speaker à la Chambre des communes sous le règne d'Élisabeth Ire.

### Études
William Gager suit ses études à Westminster School, puis au collège de Christ Church de l'Université d'Oxford en 1574. Il obtient son B.A. (Bachelor of Arts) le 4 décembre 1577, son M.A. (Master of Arts) le 5 juin 1580, son Bachelor of Civil Law et son doctorat en droit canon le 30 juin 1589. Sa carrière d'écrivain s'étend sur une dizaine d'années à Oxford entre 1582 et 1592.

### Carrière de dramaturge
Gager se révèle un habile versificateur latin, et il écrit dans cette langue toute une série de pièces de théâtre, qui sont jouées avec grand succès à l'université. En février 1582, sa tragédie latine, Meleager, est jouée pour la première fois au Christ Church College, puis rejouée au même endroit le 11 juin 1583 en présence de nombreuses personnalités, dont le comte de Leicester, Robert Dudley. En juin 1583, lorsque Alberto Alasco, prince palatin de Pologne est reçu par l'université, deux pièces de Gager sont jouées à Christ Church, et le distingué visiteur exprime sa grande satisfaction. La première de ces pièces est une « divertissante comédie », intitulée Rivales, et la seconde une « très noble tragédie » appelée Dido, à laquelle a aussi participé George Peele. Le banquet de la reine Didon, pendant lequel Énée raconte la chute de Troie, est apprécié pour sa vivacité, et les effets de scène sont qualifiés de surprenants, de merveilleux et d'abondants. On retrouve dans cette pièce beaucoup des dialogues de l'Énéide, mis sous une forme sénéquienne.
Au début de février 1591-2, une quatrième pièce, Ulysses Redux, inspirée de l'Odyssée mais toujours traitée à la manière de Sénèque, est jouée à Christ Church, et on a retrouvé des fragments d'une cinquième pièce de Gager sur le sujet d'Œdipe. Quand la reine Élisabeth visite Oxford en septembre 1592, Gager écrit le prologue et l'épilogue de la comédie Bellum Grammaticale, qui est jouée devant la reine à Christ Church. En 1598, dans son Palladis Tamia, Meres mentionne le « docteur Gager d'Oxford » parmi « les meilleurs poètes pour la comédie », ce qui n'est pas une description très fidèle, les ouvrages théâtraux de Gager étant tous des tragédies sur des sujets classiques, dans la tradition de Sénèque, à l'exception de Rivales, une comédie qui est maintenant perdue.
En 1592, il adapte l'Hippolytus de Sénèque, en y ajoutant des scènes, sans modifier un seul vers de l'original. L'insertion de scènes nouvelles crée un nouveau contexte psychologique, qui transforme les motivations des parties en présence.

### Opposition des puritains
Un des premiers puritains opposants au théâtre, le docteur John Rainolds de Queen's College d'Oxford, mentor de Stephen Gosson, proteste contre la représentation du 6 février 1592 d'Ulysses Redux, à laquelle il a été invité. Accusant la pièce de Gager d'immoralité, Rainolds enchaîne en attaquant le théâtre universitaire dans son ensemble. Gager commence par lui répondre dans une lettre. Comme Rainolds poursuit la controverse, Gager se retire et Alberico Gentillet, professeur de droit, prend sa défense. Six ans après la fin de cette dispute, Rainolds publie une sélection des lettres échangées sous le titre Th'Overthrow of Stage-Playes. Ses objections aux représentations théâtrales sont les mêmes que celles de John Northbrooke, de Gosson, d'Anthony Munday et de Philip Stubbs, tout en visant particulièrement le contexte universitaire. Il allègue que l'infamie des pièces de théâtre était déjà reconnue par le code civil romain, et qu'elles sont devenues encore plus odieuses, car de jeunes gens y portent des vêtements féminins pour incarner des rôles de femmes, ce qui est expressément interdit par la Bible (Deutéronome 22:5). Enfin, il signale que les représentations dominicales profanent le jour réservé au service divin.
Gager défend les représentations théâtrales à Oxford, réalisées, selon lui, à la fois pour la détente et l'entraînement à la rhétorique des étudiants, ainsi qu'Érasme et d'autres humanistes avant lui les avaient préconisées, tout en soulignant l'importance de Sénèque et son modèle de tragédie. Comme Rainolds l'attaque sur le plan de la moralité, Gager explique les côtés positifs et négatifs de la « tragoedia nova », terme qu'il emploie dans la page titre d'Ulysses Redux pour signifier qu'il s'agit d'une direction nouvelle prise par la tragédie. Selon lui, l'exposition d'actions particulières qui génèrent des réactions soit de pitié soit d'horreur est propre à développer le jugement moral des spectateurs.

### Carrière de poète
Gager est aussi un auteur prolifique de vers latins en dehors du théâtre. C'est probablement lui qui a édité Exequiæ D. Philippi Sidnæi, Oxford 1587, auquel il a grandement contribué. Il écrit aussi dans les recueils de l'université publiés à l'occasion de la mort de sir Henry Unton (en) en 1596, et de celle de la reine en 1603. Au British Museum, sont conservées des traductions en vers latins par Gager de Batrachomyomachia d'Homère, du livre de Suzanne, d'un discours d'Isocrate et de Héro et Léander de Musée le Grammairien, ainsi que d'innombrables vers et épigrammes adressés à des amis, des mécènes et à des parents, comme George Peele, Martin Heton (en), Richard Edes (en), Toby Matthew (en), le comte de Leicester, son oncle sir William Cordwell, Nicholas Breton (en)et Richard Hakluyt. Deux longs fragments, Musa Australis et Ægloga, sont adressés à Toby Matthew.
Il envoie aussi à la reine des odes de félicitation lorsqu'elle échappe à la Conspiration de Babington, le recueil s'achevant par quelques vers médiocres en anglais. À la mort de Martin Heton, évêque d'Ely, le 14 juillet 1609, Gager écrit une élégie en latin, qui est ensuite gravée sur la tombe de l'évêque dans la cathédrale d'Ely.

### Carrière professionnelle
En 1601, il est nommé substitut du docteur Swale, vicaire général du diocèse d'Ely. Lorsque son ami, Martin Heton, devient évêque d'Ely le 29 mai 1606, Gager est nommé chancelier du diocèse. Il devient délégué de l'archevêque Richard Bancroft pour le diocèse d'Ely en 1608. Lors de la vacance du siège épiscopal en 1609, il est nommé « custos rotulorum (en) » (gardien des registres), toujours à Ely. Enfin il est vicaire général et principal collaborateur de l'évêque Lancelot Andrewes (en) en 1613, 1616 et 1618.